# Christopher John Ferguson
Christopher John Ferguson (Philadelphia, Pennsylvania, 1961. szeptember 1. –) amerikai mérnök, űrhajós, kapitány.

## Életpálya
1984-ben a Drexel Egyetemen gépészmérnöki diplomát szerzett. 1986-ban kapott repülőgép vezetői jogosítványt. Szolgálati repülőgépe az F–14 Tomcat volt. USS Forrestal (CV–59) fedélzetén megjárta az Észak- Atlanti-óceánt, a Földközi-tengert és az Indiai-óceánt. 1991-ben az Haditengerészeti Posztgraduális Iskolában megvédte diplomáját. 1992-ben vizsgázott tesztpilóta ismeretekből. Az F–14 repülőgép változatait, fegyverzeteit tesztelte. 1995-ben az USS Nimitz (CVN–68) fedélzetén szolgálva eljutott Nyugat Csendes-óceánra és a Perzsa-öbölbe. Több mint 5700 órát töltött a levegőben, több mint 30 repülőgép típuson szolgált, illetve tesztelt.
1998. június 4-től a Lyndon B. Johnson Űrközpontban részesült űrhajóskiképzésben. Kiképzett űrhajósként tagja volt több támogató – STS–118, STS–120, STS–128 és STS–129 – (tanácsadó, problémamegoldó) csapatának. 2009. október 19-től az Űrhajózási Iroda (JSC) helyettes-vezetője. Három űrszolgálata alatt összesen 40 napot, 10 órát és 04 percet (970 óra) töltött a világűrben. Űrhajós pályafutását 2011. december 9-én fejezte be. A Boeing Company keretében a Boeing Commercial Crew program igazgatója.

## Űrrepülések
- STS–115, az Atlantis űrrepülőgép 27. repülésének pilótája. Alapellátáson kívül (életfeltételek, csereeszközök, berendezések) a Nemzetközi Űrállomás (ISS) építéséhez szállította a P3 és P4 rácselemet, valamint a 4A és 2A napelemtáblákat. Első szolgálatán összesen 11 napot, 19 órát és 6 percet (283 óra) töltött a világűrben. 7 840 000 kilométert (4 870 000 mérföldet) repült, 187 alkalommal kerülte meg a Földet.
- STS–126 az Endeavour űrrepülőgép 22. repülésének parancsnoka. Fő feladata személyzet- és logisztikai árú (víz, élelmiszer, ruházat, személyes tárgyak, orvosi- eszközök, berendezések, kutatási- kísérleti anyagok és eszközök) szállítása. Második űrszolgálata alatt összesen 15 napot, 20 órát, 29 percet és 37 másodpercet (380 óra) töltött a világűrben. 10 645 986 kilométert (6 615 109 mérföldet) repült, 251 alkalommal kerülte meg a Földet.
- STS–135, az utolsó Atlantis űrrepülőgép 33. repülésének parancsnoka. Az amerikai űrrepülőgép-program legutolsó repülése volt. Harmadik űrszolgálata alatt összesen 12 napot, 18 órát, 27 percet és 56 másodpercet (453 óra) töltött a világűrben. 8 500 000 kilométert (5 284 862 mérföldet) repült, 202 kerülte meg a Földet.